# مرموزترین ترانه روی اینترنت
«مرموزترین ترانه روی اینترنت» (انگلیسی: The Most Mysterious Song on the Internet) لقبی است که به ترانه ای در سبک موسیقی موج نو داده‌اند که نام، نام هنرمند، ترانه‌نویس، و منبع آن معلوم نیست. این ترانه را احتمالاً در دههٔ ۱۹۸۰ میلادی ساخته باشند.
این ترانه در تاریخی نامعلوم (احتمالاً در ۱۹۸۳ یا ۱۹۸۴ میلادی) از ایستگاه رادیوی عمومی شمال آلمان (Norddeutscher Rundfunk یا NDR) پخش شده‌است. از سال ۲۰۱۹ میلادی، این ترانه به پدیده‌ای وایرال بر اینترنت تبدیل شده‌است و بسیاری از کاربران سایت‌هایی چون ردیت و دیسکورد مساعی خود را برای یافتن ریشه و اطلاعاتی دربارهٔ‌این ترانه به اشتراک گذارده‌اند.

## زمینه

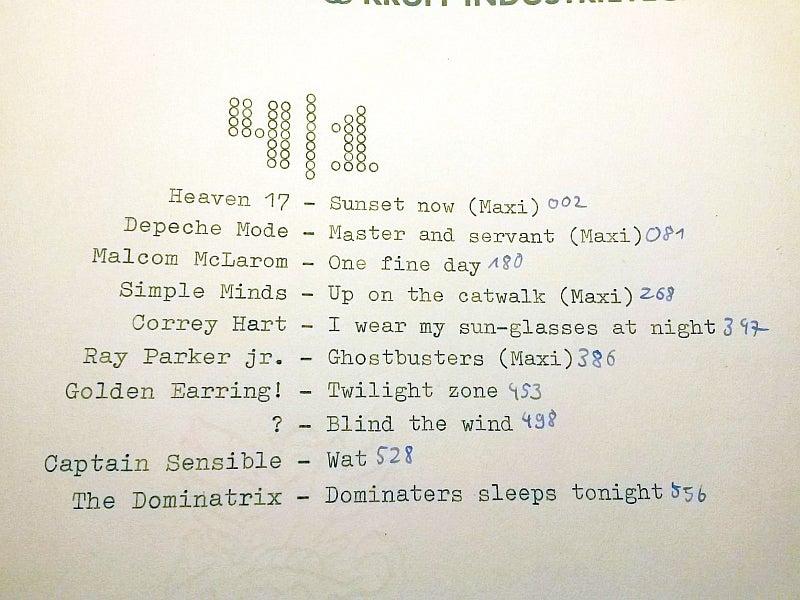
فهرستی منتسب به آهنگ‌های روی نوار درایس.

به‌نوشتهٔ رولینگ استون در سپتامبر ۲۰۱۹، مردی به‌نام «درایس (داریوش) س.» (به انگلیسی: Darius S.) در ۱۹۸۴ این ترانه را از روی برنامه‌ای در رادیوی آلمان به عنوان «موسیقی برای جوانان» (به آلمانی: Musik Für Junge Leute) بر روی نوار ضبط صوتی ضبط کرد. بر روی برچسب روی این نوار عبارت «کاست شمارهٔ ۴» نوشته شده‌است. بر روی این نوار کاست ترانه‌های دیگر از گروه‌های XTC و کیور ضبط شده‌است که همه در حوالی سال ۱۹۸۴ منتشر شده‌اند. صدای مجری برنامهٔ رادیویی روی نوار ضبط نشده‌است و این امر شناخت زمان پخش و منبع ترانه را دشوارتر می‌کند.
در سال ۲۰۰۴ میلادی درایس این فایل‌ها را به فرمت دیجیتالی تبدیل کرد و بر روی وبسایت خود بارگذاری کرد. در سال ۲۰۰۷ خواهر او این آهنگ را در انجمنی اینترنتی مختص شناسایی ترانه‌های قدیمی ارسال کرد ولی جستجوی او نتیجه‌ای نداشت.

## رویداد اینترنتی
در سال ۲۰۱۹ نوجوانی برزیلی این ترانه را در یوتیوب بارگذاری کرد و پیوند آن را به سابردیت‌های مرتبط با موسیقی ارسال کرد.
در نهم ژوئیهٔ ۲۰۱۹، یوتیوبری به نام جاستین وانگ (به انگلیسی: Justin Whang) ویدئویی را در کانال یوتیوب خود بارگذاری کرد که در آن دربارهٔ تلاش ناموفقش برای یافتن سازنده یا منبع ترانه بحث کرد.
این ویدئو باعث شد کاربران اینترنتی بیشتری به تلاش برای جستجوی منبع این آهنگ بپیوندند. در ۱۰ ژوئیهٔ ۲۰۲۰، یکی از کاربران ردیت به فهرستی از تمام آهنگ‌های پخش‌شده در برنامهٔ موسیقی برای جوانان در سال ۱۹۸۴ دست یافت، ولی پس از جستجو اثری از این ترانه در آن پیدا نشد.